# Pablo Crespo Sabarís
Pablo Crespo Sabarís (nascut el 1960 a Lalín, Pontevedra) és un ex-polític i empresari gallec. Va ser secretari d'organització del PP de Galícia de 1995 a 1999 i fins 2006 vocal de l'ens públic Portos de Galicia.
El maig de 2018 va ser condemnat per a la seva implicació de la primera època de la trama Gürtel.